# 펄돌고래
펄돌고래(Lagenorhynchus australis)는 참돌고래과 낫돌고래속에 속하는 작은 고래이다. 남아메리카 남단의 티에라델푸에고 제도 주변 해역에서 발견된다.

## 같이 보기
- 고래류의 종 목록
- 해양생물학